# ウォルター・ピッツ
ウォルター・ハリー・ピッツ・ジュニア（Walter Harry Pitts, Jr., 1923年4月23日 - 1969年5月14日）は、論理学者・数学者。
ミシガン州・デトロイト生まれ。シカゴ大学で論理学を学び、ジェローム・レトビンやウォーレン・マカロックに出会う。マサチューセッツ工科大学に勤務。
1943年、神経生理学者・外科医のウォーレン・マカロックと共に、形式ニューロンというモデルを考えた。